# Norio Ohga
Norio Ohga ( 大賀典雄 Oga Norio ? ), escrito de otro modo como Norio Oga (29 de enero de 1930-23 de abril de 2011), fue el presidente de Sony Corporation, acreditado por impulsar y estimular el desarrollo del disco compacto como una formato de audio comercialmente viable.

## Biografía

### Inicios de su carrera
Ohga nació en Numazu, Shizuoka. Cuando era un niño, él sufrió de tuberculosis que lo mantuvo en cama durante un largo tiempo en el que un conocido le enseñó de la física y la música. Cuando era joven, Ohga aspiraba a ser cantante de ópera profesional, y pasó a leer en la prestigiosa Universidad Nacional de Tokio de Bellas Artes y Música , donde se graduó en 1953. En una carta critica por escrito a la Tokyo Tsushin Kogyo KK (también conocido como Totsuko y más tarde como Sony), quejándose de muchos fracasos de su grabadora de cinta que le llamó la atención y lo hizo notar por Masaru Ibuka, Akio Morita y otros ejecutivos de Totsuko. Debido a su conocimiento de la música y la tecnología, la empresa lo contrató como consultor a tiempo parcial. Luego pasó a estudiar música en Múnich y Berlín, donde formó una amistad con el director de orquesta Herbert von Karajan. El hombre joven con conocimiento del sonido y la ingeniería eléctrica continuó siendo un activo para la empresa, y aumento de forma que llegaría a convertirse en el presidente de CBS / Sony Records Inc. (actualmente Sony Music Entertainment Japan) en 1970, a la edad de 40 - esto era un hecho sin precedentes en la historia de la compañía japonesa.

### Carrera posterior
Él se convirtió en presidente de Sony en 1982 y en director ejecutivo (CEO) en 1989. Ese mismo año, lideró la adquisición de Columbia Pictures Entertainment (actualmente Sony Pictures Entertainment) a la Coca-Cola Company por un costo de 3,4 mil millones de dólares. Un año antes, Sony había adquirido el Grupo de Registros CBS (hoy Sony Music Entertainment) de la Columbia Broadcasting System. Ohga también desempeñó un papel clave en el establecimiento de Sony Computer Entertainment en 1993, apoyando a Ken Kutaragi en el desarrollo de la PlayStation como consola propia de Sony.
En 1994 él tuvo éxito con el cofundador Akio Morita como presidente de Sony. Al año siguiente se selecciona a Nobuyuki Idei como el próximo presidente de la compañía, una decisión que más tarde dijo el autor John Nathan consternado 99 de cada 100 personas en la empresa, y se llevó a una reorganización radical de la empresa. De hecho, Idei duró hasta 2005, cuando fue sucedido por Howard Stringer. Idei se convirtió en co-CEO con Ohga en 1998, y el único director general en 1999.
En 2000 se convirtió en un semirretirado, permaneciendo como presidente de la Junta, mientras Idei fue nombrado presidente ejecutivo. En noviembre de 2001, Ohga derrumbó el escenario debido a una hemorragia cerebral mientras realizaban una orquesta en un festival de música en Beijing. Más tarde recuperó su capacidad de hablar y moverse después de un coma de tres meses. En su 73o cumpleaños en 2003, Ohga se retiró de la junta y se convirtió en presidente honorario. Se desempeñó como presidente de la Orquesta Filarmónica de Tokio. Murió en Tokio .

## Premios
Su reconocimiento internacional incluía la Medalla de Honor de Japón con la cinta azul (2001), el Gran Cordón de la Orden del Tesoro Sagrado (2001) y la Legión de Honor francesa.